# ATP Praga 1998
l'ATP Praga 1998 è stato un torneo di tennis giocato sulla terra rossa. È stata la 12ª edizione dell'ATP Praga che fa parte della categoria International Series nell'ambito dell'ATP Tour 1998. Si è giocato a Praga in Repubblica Ceca dal 27 aprile al 3 maggio 1998.

## Campioni

### Singolare
Fernando Meligeni ha battuto in finale  Sláva Doseděl con il punteggio di 6–1, 6–4

### Doppio
Wayne Arthurs /  Andrew Kratzmann hanno battuto in finale  Fredrik Bergh /  Nicklas Kulti con il punteggio di 6–1, 6–1